# Slovenski evharistični kongres 2010
Slovenski evharistični kongres 2010 je bil prvi evharistični kongres v samostojni Sloveniji. Potekal je 13. junija 2010 na stadionu Arena Petrol v Celju (danes Stadio Z'dežele).
Kongresa se je udeležilo 32.000 ljudi. Ker so organizatorji pričakovali okoli 25.000 obiskovalcev, so jih veliko namestili tudi v bližnjo Dvorano Zlatorog. Osrednjo mašo je daroval tedanji vatikanski državni tajnik Tarcisio Bertone. S pooblastilom papeža Benedikta XVI. je mučenca Alojzija Grozdeta proglasil za blaženega. Ob tem je bila izpostavljena tudi njegova relikvija. Somaševalo je 16 škofov ter okoli 750 duhovnikov, prisotnih je bilo okoli 400 ministrantov. Zbor je sestavljalo 1300 pevcev, ki jih je spremljal slovenski Policijski orkester. Pri izvedbi kongresa je pomagalo tudi okoli 500 prostovoljcev, ki so med udeležence brezplačno razdelili več kot 55.000 plastenk vode. Z bazilike na Brezjah je bila pripeljana tudi podoba Marije Pomagaj. Neposredno je kongres prenašala Televizija Slovenija.

## Galerija
- Nadškof Anton Stres in kardinal Bertone.
- Kardinal Bertone.
- Nadškof Anton Stres.
- Oltar
- Verniki v narodnih nošah.
- Kardinal Bertone.
- Slika Marije Pomagaj, prinešena z Brezij.
- Kost Alojzija Grozdeta.
- Novomeški škof Andrej Glavan.